# Osmia quadridentata
Osmia quadridentata är en biart som först beskrevs av Dumeril 1860.  Osmia quadridentata ingår i släktet murarbin, och familjen buksamlarbin. Inga underarter finns listade i Catalogue of Life.